# Educando a Nina
Educando a Nina é uma telenovela argentina produzida pela Telefe e Underground e exibida entre 11 de abril e 1 de dezembro de 2016.
Griselda Siciliani interpreta a protagonista e ao mesmo tempo a antagonista da trama. Esteban Lamothe,  Diego Ramos, Jorgelina Aruzzi, Nicolas Furtado, Rafael Ferro, Carola Reyna e Vivian El Jaber interpretam os demais papéis principais.

## Sinopse
Educando a Nina conta a história de duas irmãs gêmeas separadas após o nascimento, levam vidas opostas e desconhecem a existência uma da outra. Enquanto Mara nasceu em berço de ouro e vive em um mundo de luxo, Nina é dançarina e corista no mundo do quarteto. Vive fazendo vários shows por noite, esperando aquele momento em que a vida lhe dá uma chance. Quando Nina não sabe o fazer, cansada de seu namorado infiel, cheia de contas e sem perspectivas de futuro, dois homens misteriosos lhe oferecem grande quantidade dinheiro para se passar por Mara, uma herdeira sem ambição que se foi para Ibiza sem autorização, e por uma confusão de drogas foi capturada na Espanha, o que seria uma mancha na família Brunetta. Ser Mara não só implica uma mudança radical para Nina em termos de estética, estilo de vida e maneira de falar, mas manter um relacionamento com Antonio Di Caro, seu noivo, que se tornou famoso graças a um livro que não escreveu . Quando seu irmão Renzo teve um acidente e estava em coma, Antonio encontrou o manuscrito, publicado e tornou-se um best-seller. Dois anos mais tarde Renzo acorda e isso será um problema também na sua relação com Mara, que na verdade é Nina.

## Elenco

### Principal
- Griselda Siciliani - Nina Peralta / Nina Brunetta / Mara Brunetta
- Esteban Lamothe - Renzo Di Caro
- Juan Leyrado - Manuel Brunetta
- Diego Ramos - Patricio Arenas Tellechea
- Verónica Llinás - Mercedes «Mecha» Carlota Ludueña Pichicuchi
- Jorgelina Aruzzi - Susana «Susy» Ximena Contreras
- Enrique Liporace - José Peralta
- Nicolás Furtado - Lucilo Nemesio «El Bicho» Ludueña
- Carola Reyna - Andrea Mansilla
- Rafael Ferro - Antonio Di Caro
- Vivian El Jaber - Selva Juárez
- Martín Slipak - Salomón «Salo» Yepes
- Naim Sibara - El Palomo
- Laura Cymer - Carmela Prado
- Darío Barassi - Nicolás Suviría López Duville
- Violeta Urtizberea - Negra Graciela
- Marina Castillo Blanco - Perla Hillary Bergara
- Lucas Velasco - Picky

### Recorrente
- Mercedes Scápola como Milagros García Sánchez
- Benjamín Alfonso como «Martín «Tincho» Massey»
- Mauricio Lavaselli como Luigi
- Chachi Telesco como Magaly
- Facundo Gambandé como Leo
- Chang Sung Kim como Chen
- Nazareno Casero como Marco
- Denise Rocío Bárbara como Yamila
- Sebastián Molinaro como Jonathan
- Federico Avalos como «Tatuado»
- Francisco Andrade como «Lungo»
- Alma Gandini como «Rosa»

## Prêmios e Indicações
| Ano  | Premiação                     | Categoria                  | Receptor                                                                            | Resultado | Ref.  |
| ---- | ----------------------------- | -------------------------- | ----------------------------------------------------------------------------------- | --------- | ----- |
| 2016 | Kids' Choice Awards Argentina | Programa oo Serie Favorita | Educando a Nina                                                                     | Nomeado   | [ 2 ] |
| 2016 | Kids' Choice Awards Argentina | Villano Favorito           | Noralih Gago                                                                        | Nomeada   | [ 2 ] |
| 2016 | Prêmios Tato                  | Melhor ficção diária       | Educando a Nina                                                                     | Ganhador  | [ 3 ] |
| 2016 | Prêmios Tato                  | Melhor atriz de comédia    | Griselda Siciliani                                                                  | Ganhadora | [ 3 ] |
| 2016 | Prêmios Tato                  | Melhor ator de comédia     | Esteban Lamothe                                                                     | Nomeado   | [ 3 ] |
| 2016 | Prêmios Tato                  | Melhor atriz de reparto    | Jorgelina Aruzzi                                                                    | Ganhadora | [ 3 ] |
| 2016 | Prêmios Tato                  | Melhor atriz de reparto    | Verónica Llinás                                                                     | Nomeada   | [ 3 ] |
| 2016 | Prêmios Tato                  | Melhor ator de reparto     | Diego Ramos                                                                         | Nomeado   | [ 3 ] |
| 2016 | Prêmios Tato                  | Melhor ator de reparto     | Nicolás Furtado                                                                     | Ganhador  | [ 3 ] |
| 2016 | Prêmios Tato                  | Melhor cortina musical     | Palito Ortega, Lalo Fransen, Mona Gimenez                                           | Nomeado   | [ 3 ] |
| 2016 | Prêmios Tato                  | Melhor direção             | Mariano Ardanaz, Javier Perez, Pablo Ambrosini                                      | Nomeado   | [ 3 ] |
| 2016 | Prêmios Tato                  | Melhor história            | Ernesto Korovsky, Silvina Fredjkes, Alejandro Quesada                               | Nomeado   | [ 3 ] |
| 2016 | Prêmios Tato                  | Melhor direção de arte     | Julia Freid                                                                         | Nomeado   | [ 3 ] |
| 2016 | Prêmios Tato                  | Melhor figurino            | Amelie Coral, Vanda Varela                                                          | Nomeado   | [ 3 ] |
| 2016 | Prêmios Tato                  | Melhor fotografia          | Sergio Dotta, Alberto Echenique, Omar Maggi                                         | Nomeado   | [ 3 ] |
| 2016 | Prêmios Tato                  | Melhor edição              | Guillermo Gatti, Pablo Bologna, Fabricio Rodriguez, Bruno Weinstein, Jonathan Smeke | Nomeado   | [ 3 ] |
| 2016 | Prêmios Tato                  | Melhor cenografia          | Julia Freid                                                                         | Nomeado   | [ 3 ] |